# Ain’t Your Mama
Ain’t Your Mama (englisch für „(ich) bin nicht deine Mama“) ist ein Lied der US-amerikanischen Sängerin Jennifer Lopez. Es wurde von Meghan Trainor, Theron Thomas, Jacob Hindlin, Gamal Lewis, Henry Walter und Łukasz Gottwald geschrieben und am 8. April 2016 als Single veröffentlicht. Der Song ist auf keinem Album enthalten.

## Inhalt
Ain’t Your Mama besitzt ein feministisches Grundkonzept. Jennifer Lopez übernimmt dabei als lyrisches Ich die Rolle einer unabhängigen Frau, die ihrem Mann klarmacht, dass sie nicht dessen Mutter sei und bedingungslos wie eine Hausfrau für ihn sorge. So heißt es im Refrain, dass sie nicht den ganzen Tag koche, die Wäsche wasche und ihm alles hinterherräume. In der ersten Strophe weckt die Frau ihren Mann morgens auf und treibt ihn dazu, zur Arbeit zu gehen. Er solle aufhören, Computerspiele zu spielen, da sich die Dinge nun ändern würden. Sie erinnert ihn an den Beginn ihrer Beziehung, als sie noch verliebt waren und keine typischen Geschlechterrollen übernahmen. Im zweiten Vers singt sie, dass er sich glücklich schätzen könne, noch mit ihr zusammen zu sein. Er solle sich ändern und seine Bequemlichkeit überwinden, damit die Beziehung eine Zukunft habe.

## Produktion
Der Beat des Liedes wurde von dem kanadischen Musikproduzent Cirkut in Zusammenarbeit mit dem US-amerikanischen Produzent Dr. Luke produziert.

## Musikvideo
Das Musikvideo zum Song wurde von dem Regisseur Cameron Duddy gedreht und am 6. Mai 2016 auf YouTube veröffentlicht.
Im Video übernimmt Jennifer Lopez die Rollen verschiedener Frauen. Sie spielt eine Nachrichtensprecherin, eine Hausfrau, eine Sekretärin, eine Fabrikarbeiterin und eine Geschäftsfrau. Anfangs ist sie als Nachrichtensprecherin zu sehen, die ihr Skript wegwirft und stattdessen in die Kamera spricht, dass die Dinge schlecht seien und die Frauen ihre Situation ändern müssten. Die anderen Frauen, die zuerst ihrer Arbeit nachgehen, sehen die Rede im Fernsehen und beginnen, aus ihren Gewohnheiten auszubrechen. So hört die Hausfrau auf, zu putzen und zu kochen und schüttet ihrem Ehemann das Essen über den Kopf, während die Sekretärin ihrem Chef dessen Glas Wodka ins Gesicht schüttet. Die Fabrikarbeiterin stellt ihre Arbeit ein und die Geschäftsfrau tanzt auf dem Tisch. Am Ende sieht man viele weitere Frauen, die sich Jennifer Lopez anschließen und mit ihr auf der Straße tanzen.

## Single

### Covergestaltung
Das Singlecover zeigt Jennifer Lopez, die den Betrachter mit offenem Mund anblickt. Sie trägt einen kurzen, schwarzen Rock sowie ein weißes Oberteil und hält einen weißen Hut in der Hand. Im Vordergrund befindet sich der rote Titel Ain’t Your Mama und kleiner darunter der Schriftzug Jennifer Lopez in Schwarz. Der Hintergrund ist hellgrau gehalten.

### Chartplatzierungen
Ain’t Your Mama stieg am 6. Mai 2016 auf Platz 97 in die deutschen Charts ein und erreichte elf Wochen später mit Rang 5 die höchste Position, auf der es sich zwei Wochen lang hielt.
Insgesamt konnte sich der Song 31 Wochen in den Top 100 platzieren.
| ChartsChartplatzierungen       | Höchstplatzierung | Wochen |
| ------------------------------ | ----------------- | ------ |
| Deutschland (GfK)              | 5 (31 Wo.)        | 31     |
| Österreich (Ö3)                | 11 (24 Wo.)       | 24     |
| Schweiz (IFPI)                 | 16 (36 Wo.)       | 36     |
| Vereinigte Staaten (Billboard) | 76 (2 Wo.)        | 2      |

### Auszeichnungen für Musikverkäufe
Noch im Erscheinungsjahr wurde Ain’t Your Mama in Deutschland für mehr als 400.000 verkaufte Exemplare mit einer Platin-Schallplatte ausgezeichnet. In den Vereinigten Staaten erhielt der Song 2017 für über 500.000 Verkäufe eine Goldene Schallplatte.

| Land/Region                  | Auszeichnungen für Musikverkäufe (Land/Region, Auszeichnung, Verkäufe) | Verkäufe  |
| ---------------------------- | ---------------------------------------------------------------------- | --------- |
| Australien (ARIA)            | Platin                                                                 | 70.000    |
| Dänemark (IFPI)              | Platin                                                                 | 90.000    |
| Deutschland (BVMI)           | Platin                                                                 | 400.000   |
| Frankreich (SNEP)            | Diamant                                                                | 233.333   |
| Italien (FIMI)               | 2× Platin                                                              | 100.000   |
| Mexiko (AMPROFON)            | Platin                                                                 | 60.000    |
| Neuseeland (RMNZ)            | Gold                                                                   | 15.000    |
| Österreich (IFPI)            | Gold                                                                   | 15.000    |
| Polen (ZPAV)                 | Diamant                                                                | 100.000   |
| Portugal (AFP)               | Platin                                                                 | 10.000    |
| Spanien (Promusicae)         | 3× Platin                                                              | 120.000   |
| Vereinigte Staaten (RIAA)    | Gold                                                                   | 500.000   |
| Vereinigtes Königreich (BPI) | Silber                                                                 | 200.000   |
| Insgesamt                    | 1× Silber · 3× Gold · 10× Platin · 2× Diamant ·                        | 1.903.333 |

Hauptartikel: Jennifer Lopez/Auszeichnungen für Musikverkäufe